# Liptena occidentalis
Liptena occidentalis är en fjärilsart som beskrevs av George Thomas Bethune-Baker 1926. Liptena occidentalis ingår i släktet Liptena och familjen juvelvingar. Inga underarter finns listade i Catalogue of Life.